# Mauria ferruginea
Mauria ferruginea är en sumakväxtart som beskrevs av Louis René Tulasne. Mauria ferruginea ingår i släktet Mauria och familjen sumakväxter. Inga underarter finns listade i Catalogue of Life.